# Арахисовое масло

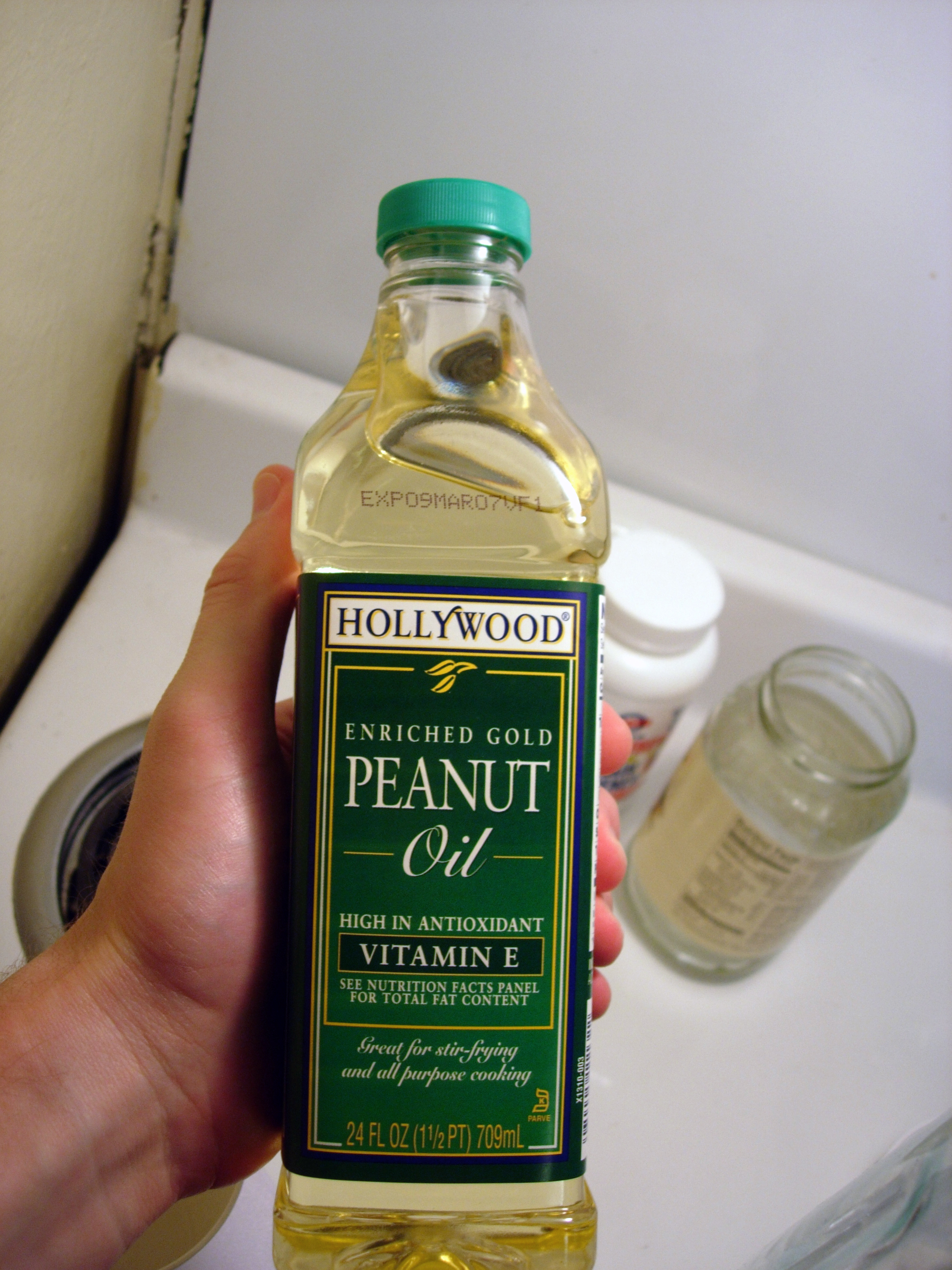
Бутилированное арахисовое масло

Арахисовое масло — это растительное масло, полученное из арахиса. Обладает насыщенным вкусом и ароматом. 
Часто используется в американской, китайской и в других азиатских кухнях (на юге и юго-востоке Азии), как для добавления аромата, так и для жарки на нём продуктов.
Из арахисового масла готовится арахисовая паста.

## История
Из-за нехватки других масел в США во время Второй мировой войны возросло использование легкодоступного арахисового масла.

## Состав
| Содержание жирных кислот, %: стеариновой | 2—7              |
| пальмитиновой                            | 6—11             |
| миристиновой                             | 0,5—0,6          |
| арахиновой                               | 2,3—4,9          |
| лигноцериновой                           | 1,9—3,1          |
| бегеновой                                | до 3             |
| олеиновой                                | 50—63            |
| линолевой                                | 13—33            |
| гексадеценовой                           | 1—2,5            |
| Плотность при 15 °C, кг/м³               | 911—929          |
| Показатель преломления                   | 1,468—1,472      |
| Температура застывания, °C               | от —2,5 до +3    |
| Иодное число                             | 82—92 (до 105)   |
| Число омыления                           | 185—197 (до 206) |

Арахисовое масло вырабатывается из бобов арахиса горячим или холодным прессовым или экстракционным способом. В зависимости от степени обработки выпускаются масла: рафинированное, рафинированное дезодорированное, нерафинированное, техническое.
Основными компонентами масла являются олеиновая кислота (46,8 %), линолевая кислота (33,4 %) и пальмитиновая кислота (10,0 %). Масло также содержит стеариновую кислоту, арахидиновую кислоту, бегеновую кислоту, линоцериновую кислоту и другие жирные кислоты. Присутствие высокомолекулярных насыщенных жирных кислот приводит к выпадению осадка триглицеридов при низких температурах.
Масло бесцветное или зеленовато-жёлтого цвета, замерзает от 3 до -5°C, его плотность — 0,91-0,92×10³ кг/м³, не высыхает и не растворяется в воде.

## Пищевая ценность
В 100 г арахисового масла содержится 17,7 г насыщенного жира, 48,3 г мононенасыщенного жира и 33,4 г полиненасыщенного жира

## Опасность

### Токсины
Арахисовое масло высокой степени очистки может содержать следы гексана, продукта нефтепереработки, используемого для отделения масла от твердых частиц арахиса. Агентство ЕРА после исследований на крысах признало гексан нейротоксином. В требованиях безопасности продуктов не предусмотрено каких-либо пределов использования гексана в кулинарных маслах. 
Если пренебречь контролем качества, арахис, содержащий плесень, производящую высокотоксичный афлатоксин, может привести к загрязнению масла, полученного из него.

### Аллергены
Те, у кого аллергия на арахис, могут употреблять только рафинированное арахисовое масло высокой степени очистки. В большинстве рафинированных арахисовых масел нет аллергенов арахиса, и учёными было доказано, что такие масла безопасны для подавляющего большинства людей с аллергией на арахис.
Также проблемой является то, что степень обработки продукта часто неясна.

## Использование
Масло холодного отжима имеет приятный запах, используется как салатное. Неочищенное арахисовое масло имеет температуру дымообразования 160°C, используется в качестве ароматизатора для блюд и может заменить кунжутное масло. Рафинированное арахисовое масло имеет температуру дымообразования 232°C; оно обычно используется для жарки объёмных порций продуктов, таких как картофель фри. 
Арахисовое масло используют при производстве майонеза, маргарина, в консервном производстве, фармацевтике.

### Топливо
На парижской выставке 1900 года компания Otto по просьбе правительства Франции продемонстрировала, что арахисовое масло можно использовать в качестве источника топлива для дизельного двигателя; это была одна из самых ранних демонстраций биодизеля.